# 한국음악실연자연합회
한국음악실연자연합회는 음악실연자의 권익을 보호하고 실연자단체 상호간의 교류와 협력을 통하여 음악활동의 증진과 음악실연자의 활동여건을 개선할 목적으로 1988년 6월 4일 설립된 대한민국 문화체육관광부 소관의 사단법인이다. 사무실은 서울특별시 강서구 허준로 202-17, 음실련회관 4층에 있다.

## 주요 사업
- 음악실연자의 저작인접권 신탁관리 업무
- 음악실연자의 판매용음반 방송보상금 관련 업무
- 음악실연자의 판매용음반 디지털음성송신보상금 관련 업무
- 음악실연자의 권익보호 및 지위향상